# Batalla de Montenaken
La batalla de Montenaken va tenir lloc el 20 d'octubre de 1465 als afores de Sint-Truiden al poble de Montenaken (Gingelom), situat entre Landen i Waremme, actualment a Bèlgica, entre les milícies del principat de Lieja, que esperaven el suport de Lluís XI de França, contra les tropes de Felip el Bo, conduïdes per al seu fill Carles, duc de Charolais.
La gent liegesa, conduïda per Raes de la Rivière, senyor de Heers es revoltava contra l'autoritat del príncep-bisbe Lluís de Borbó imposat contra la voluntat del capítol de la catedral de Sant Lambert.

## Conseqüències
Després de la derrota a la batalla de Montenaken, i la destrucció de diverses viles com Grand-Hallet i Petit-Hallet Carles I va imposar la pau de Sint-Truiden pel que van haver d'acceptar l'autoritat del Ducat de Borgonya que va establir un règim dictatorial executant molts ostatges, abolint els drets i les llibertats del principat, i imposant a les bones viles l'enderroc de les seves muralles.